# John Sutter
Johann Augustus Sutter (28. února 1803 – 18. června 1880) byl občan Kalifornie, švýcarského původu, spojovaný se „Zlatou horečkou“ v Kalifornii (ve které bylo zlato objeveno Jamesem W. Marshallem v Sutter's Mill) a založením pevnosti Sutter's Fort v oblasti, kde později vyrostlo hlavní město státu Kalifornie, Sacramento.

 Ačkoliv se v celé Kalifornii stal slavným ve spojitosti se „Zlatou horečkou“, ironií osudu zemřel téměř na hranici chudoby, když jeho obchodní podniky krachovaly, zatímco starší syn Augustus Sutter prosperoval.

## Biografie

### Mládí

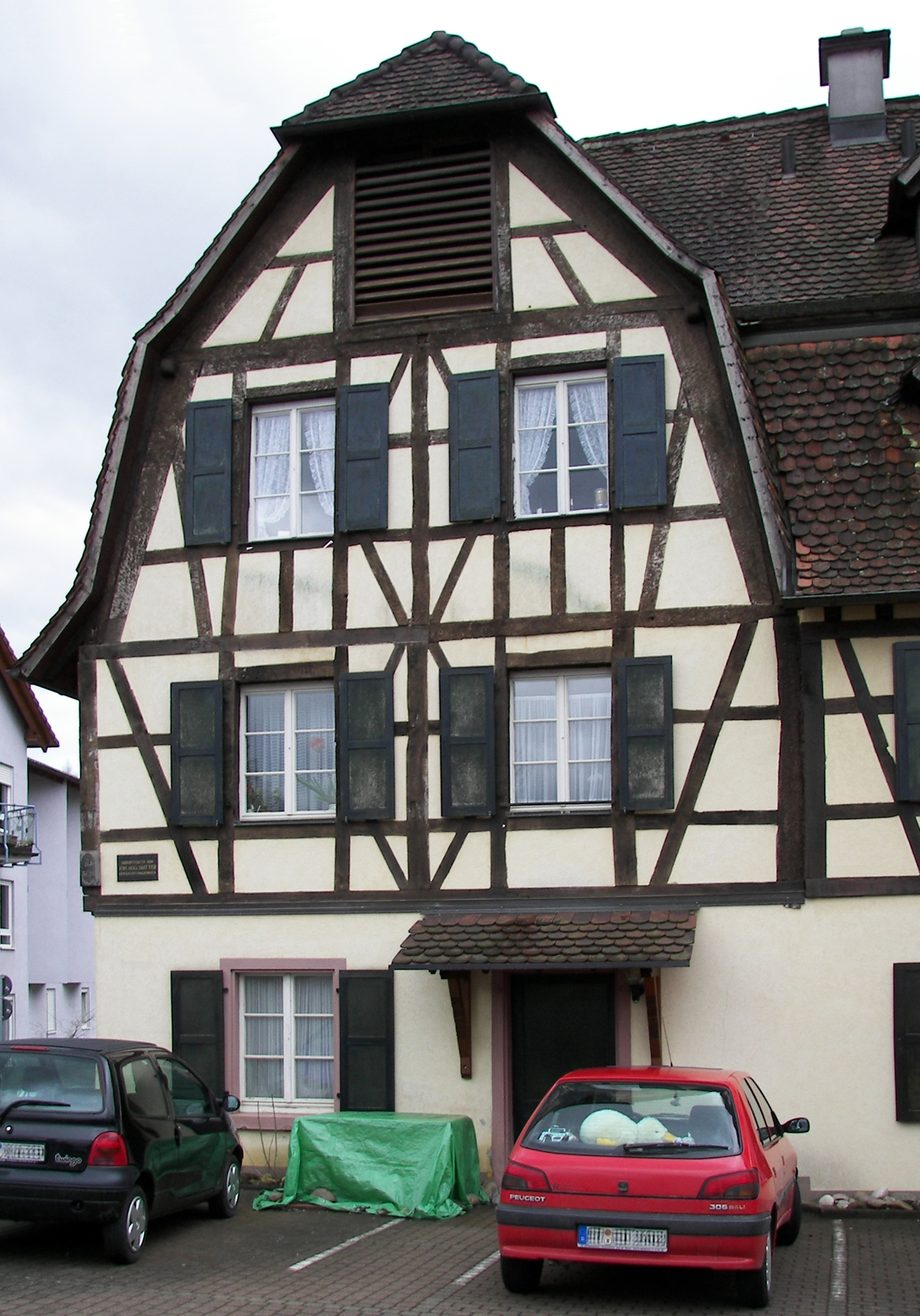
Rodný dům Johna Suttera v Kandern, (Bádensko-Württembersko, Německo).

Johann Augustus Sutter se narodil 28. února 1803 v bádenském Kandern. Jeho otec tam přišel z blízkého města Rünenberg ve Švýcarsku. Chodil do školy ve švýcarském Neuchâtelu a později vstoupil do Švýcarské armády, ve které se stal kapitánem dělostřelectva. Pro dluhy, které si nadělal neúspěšnými obchody, byl Sutter donucen opustit Evropu a odejít do Spojených států amerických. V květnu roku 1834 opustil svou ženu se sedmiletým dítětem, kteří žili ve švýcarském Burgdorfu. S francouzským pasem nastoupil na palubu lodi Sully, která cestovala z Le Havre, Francie, do New York City, kam přijel 14. července 1834.

### Nový svět
V USA Sutter podnikal mnoho cest. Společně s 35 Němci se přesunul z oblasti St. Louis ve státě Missouri do Santa Fe v Novém Mexiku, pak do města Westport. 1. dubna 1838, se připojil ke skupině misionářů, vedené lovcem kožešin Andrewem Drippsem, šel s nimi přes Oregonskou trať do Fort Vancouver v Oregonském teritoriu, kam došli v říjnu téhož roku.

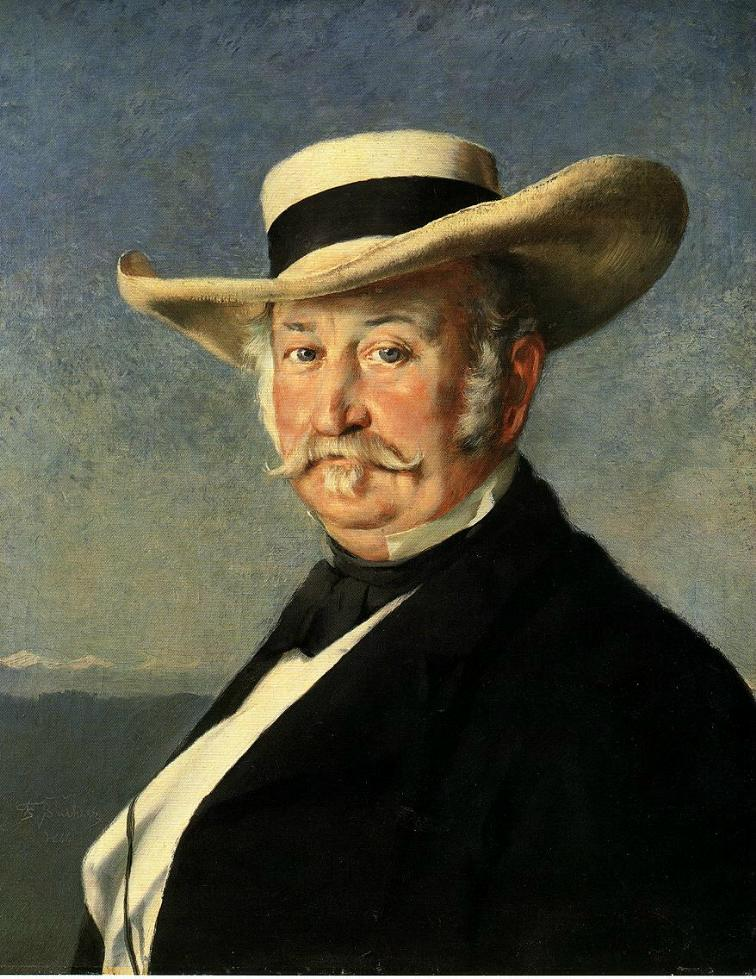
John Sutter

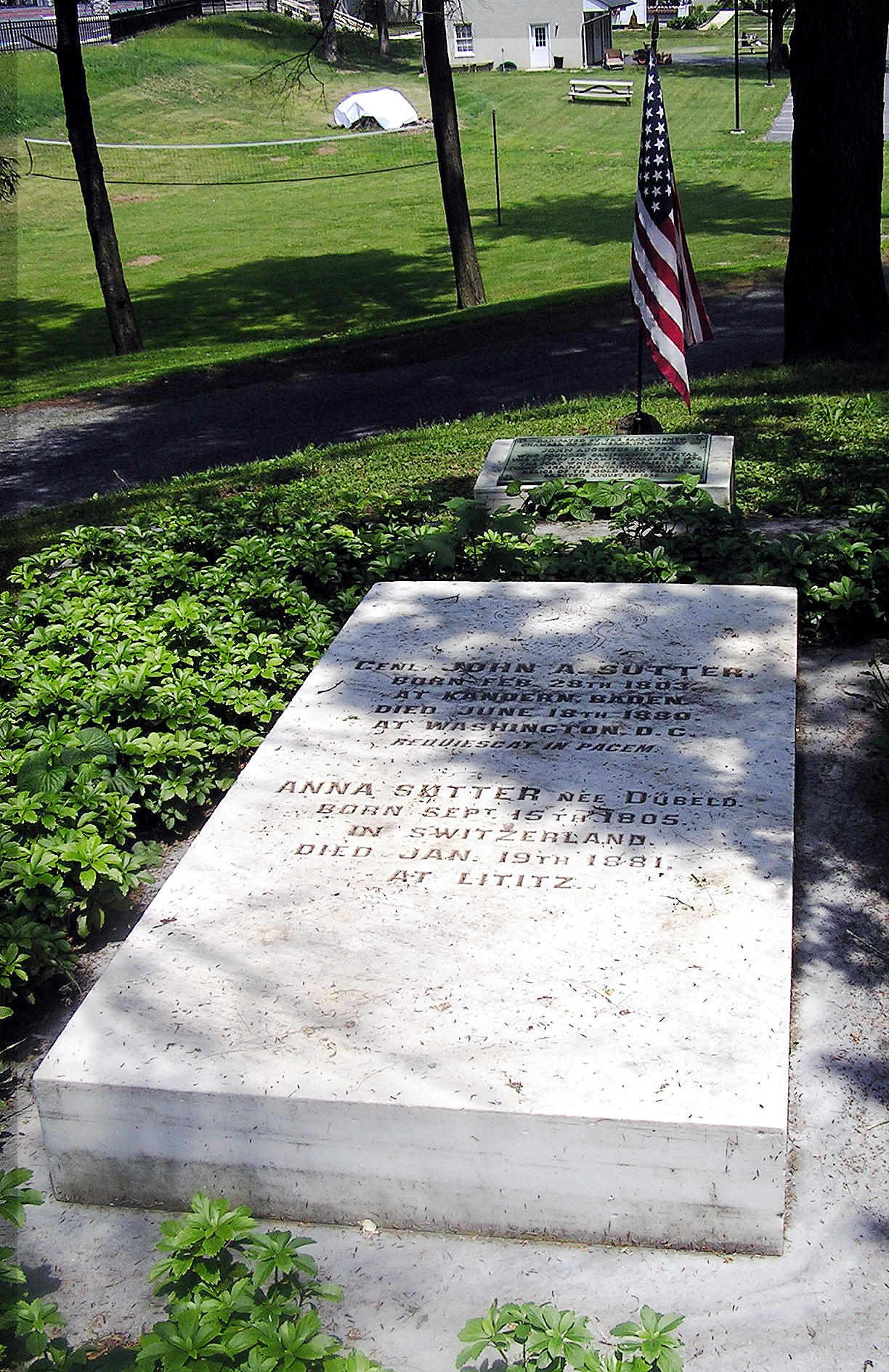
Hrob Generála Suttera v Lititz - Moravian cemetry

## Knihy a filmy

### Školní studie
- Albert L. Hurtado, John Sutter: A Life on the North American Frontier (2006) University of Oklahoma Press, 416 pp. ISBN 0-8061-3772-X.

### Fikce
- Blaise Cendrars L'Or (1925) (Sutter's Gold), novela
- Luis Trenker Der Kaiser von Kalifornien, 1936
- Stefan Zweig Sternstunden der Menschheit.

### Filmy
- Days of '49 (1924)
- California in '49 (1929)
- The Kaiser of California (1936)
- Sutter's Gold (1936)
- Kit Carson (1940)
- The Pathfinder (The Great Adventure, 1964)
- Fortune (1969)
- Donner Pass: The Road to Survival (1978)
- California Gold Rush (1981)
- Dream West (1986)
- General Sutter (1999)